# Hirtodrosophila histrioides
Hirtodrosophila histrioides är en tvåvingeart som först beskrevs av Toyohi Okada och Syo Kurokawa 1957.  Hirtodrosophila histrioides ingår i släktet Hirtodrosophila och familjen daggflugor. Inga underarter finns listade i Catalogue of Life.